# ブラジル・テレコム
ブラジル・テレコム（Brasil Telecom Participações S.A.）は、ブラジリアに本社を置くブラジル大手の通信業者である。1998年にテレブラスの分割、民営化の際に設立された。
かつて、ブラジル・テレコムは、「テレ・セントロ・スウ」と呼ばれていた。というのもブラジルテレコムが管轄する地域は、ブラジルの中部及び南部であるロンドニア州、ゴイアス州、トカンティンス州、マットグロッソ州、マットグロッソ・ド・スル州、パラナ州、サンタカタリーナ州、リオグランデ・ド・スル州及び首都ブラジリアだったからである。2009年1月9日、ブラジルテレコムはOiの子会社となった。

## 歴史
かつてシティグループといくつかのブラジルの年金を運用していた投資家集団のオポチュニティとテレコム・イタリアにブラジル中部及び南部の通信網が20億レアルで払い下げられる形で1998年7月に設立された。
2005年、ブラジル・テレコムの経営陣の中には投資家集団オポチュニティのメンバーが経営から排除され、シティ及び、ブラジルの年金基金がブラジル・テレコムの経営に参与している。携帯電話事業に参入したのは2004年のことである。
ブラジル・テレコムは、サンパウロ証券取引所、ニューヨーク証券取引所に上場している。
2008年、Oiによる買収が発表された。テレブラスの民営化の際に、他地域の固定電話会社による固定電話会社の買収は禁止されていたため、法律の改正が必要とされたが、法改正の後に、2009年1月9日、Oiの買収は達成された。

## 法的問題
ブラジル・テレコムは民営化の際に、ブラジルで3番目に大きい通信事業会社であった。オポチュニティはニューヨークに本社を構えるコンサルティング会社のクロール社と契約を結び、ブラジル・テレコムがテレコム・イタリアと競わせる形で、リオグランデンス通信（CRT）の買収を推進した。最終的に、この買収はブラジル・テレコムによって実施されたが、テレフォニカからのリオグランデンス通信（CRT）の買収をめぐって、オポチュニティとテレコム・イタリアは対立関係に陥った。その対立はブラジル・テレコムの経営支配にも発展する事態となり、2000年には法廷闘争にまでなった。
クロール社はブラジル政府からスパイ容疑で刑事的告発を受け、オポチュニティも自らが運用するファンドにおいて、複数のブラジルの年金基金とシティグループの法的闘争を余儀なくされる状況に追い込まれた。
最終的にオポチュニティは、ブラジル・テレコムの経営権を失った。